# マリア・フェドシヴナ・ヴェトロヴァ
マリア・フェドシヴナ・ヴェトロヴァ（露: Мария Федосьевна Ветрова）は、ロシアの反体制運動家である。
1870年に彼女は農民の娘として生まれ、孤児院で育った。高校を卒業後、彼女は教師として働いた。1894年にサンクトペテルブルクの女子高等教育機関に入学し、すぐに「ナロードナヤ・ヴォルヤのグループ」の革命活動に参加した。1896年12月、ラフチンスキー印刷所の倒産に関連して逮捕され、ペトロパヴロフスク要塞のトルベツコイ要塞に投獄された。投獄に抗議して、彼女は自殺した。これを受けて、サンクトベルクで始まった大規模抗議デモは、他の都市へも飛び火し、後にヴェトロヴァのデモと呼ばれるようになった。

## 脚註